# Autostrada RA01 (Włochy)

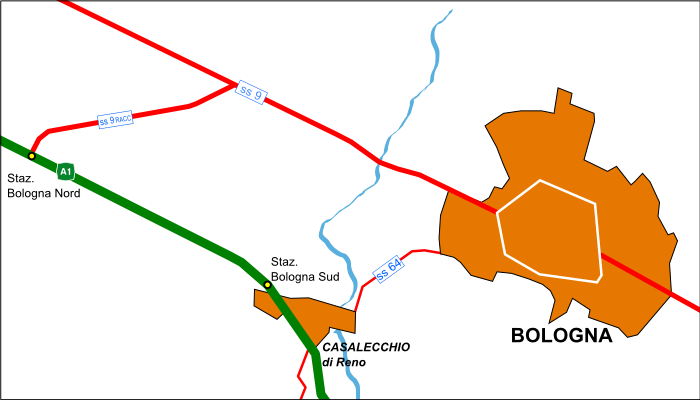
Okolice RA01 w 1960 roku. W miejscu SS9racc przebiega dziś odnoga tejże obwodnicy

Autostrada RA01 (Autostradowa Obwodnica Bolonii) (wł. Tangenziale di Bologna) – łącznik autostradowy biegnący na północ od  miasta Bolonia w regionie Emilia-Romania we Włoszech.
Droga przebiega wzdłuż autostrady A14. Na całej długości jest bezpłatna. Z autostrad biegnących w pobliżu Bolonii można na nią wjechać na zjazdach Bologna Casalecchio (A14, A1), Bologna Borgo Panigale (A14, A1), Bologna San Lazzaro (A14) i Bologna Arcoveggio (A13). Została otwarta w 1967 roku. Na arterii są zlokalizowane węzły umożliwiające wjazd do wielu części miasta, w trakcie gdy z autostrady A14 można zjechać bezpośrednio tylko za pomocą zjazdu Bologna Fiera zlokalizowanego w północno-wschodniej części miejscowości.
Zarządzana jest przez spółkę Autostrade per l'Italia.